# Wingecarribee Swamp
Wingecarribee Swamp är ett träsk i Australien. Det ligger i delstaten New South Wales, i den sydöstra delen av landet, omkring 100 kilometer sydväst om delstatshuvudstaden Sydney.
I omgivningarna runt Wingecarribee Swamp växer huvudsakligen savannskog. Runt Wingecarribee Swamp är det glesbefolkat, med 15 invånare per kvadratkilometer. Genomsnittlig årsnederbörd är 1 352 millimeter. Den regnigaste månaden är februari, med i genomsnitt 211 mm nederbörd, och den torraste är juli, med 36 mm nederbörd.